# Віскітно
Віскітно (пол. Wiskitno, нім. Steinmeiler) — село в Польщі, у гміні Короново Бидґозького повіту Куявсько-Поморського воєводства.
Населення — 563 особи (2011).
У 1975-1998 роках село належало до Бидгощського воєводства.

## Демографія
Демографічна структура станом на 31 березня 2011 року:
|          | Загалом | Допрацездатний вік | Працездатний вік | Постпрацездатний вік |
| -------- | ------- | ------------------ | ---------------- | -------------------- |
| Чоловіки | 278     | 60                 | 196              | 22                   |
| Жінки    | 285     | 73                 | 158              | 54                   |
| Разом    | 563     | 133                | 354              | 76                   |